# Vampier (mythisch wezen)

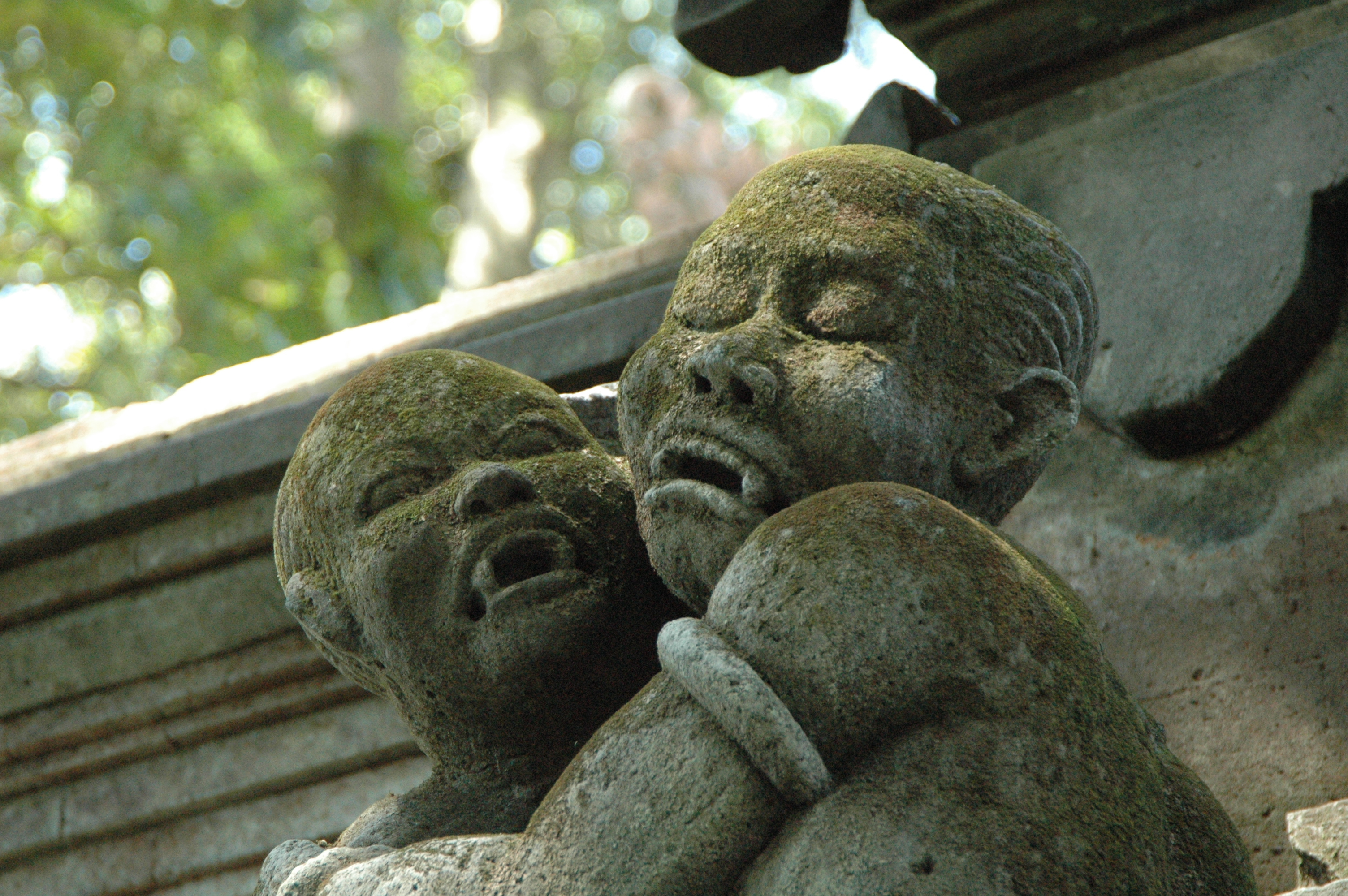
Twee vampierkinderen, een hindoeïstisch beeld bij Monkey Forest in Ubud

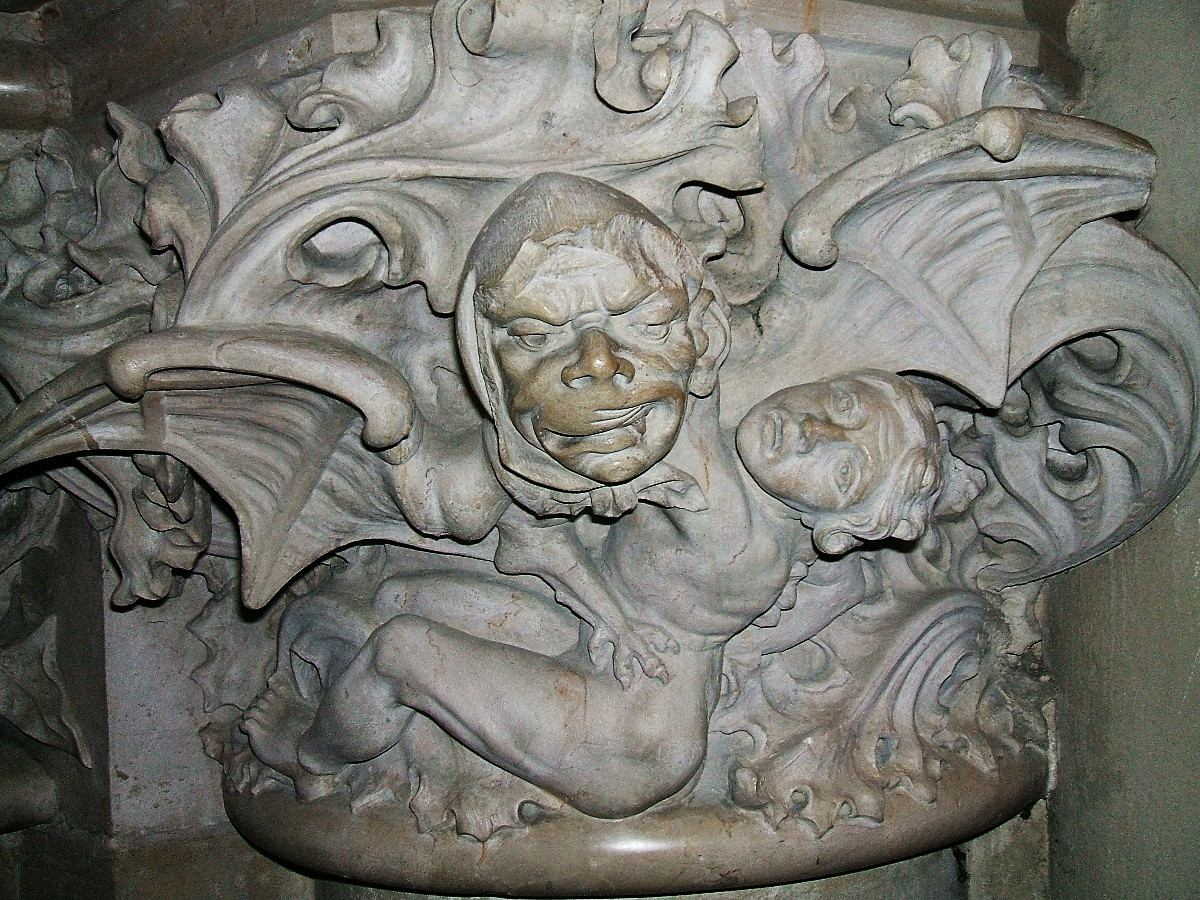
Vampier in de kathedraal van Vitoria-Gasteiz

Een vampier is een bloedzuigend, mythisch wezen dat voorkomt in tal van volksverhalen, boeken en films.
Het is zeer waarschijnlijk dat de mensen vroeger dachten dat vampiers echt bestonden.
Het geloof in vampiers of soortgelijke bloeddrinkende wezens is al oud. Over hoe een vampier er precies uitziet en zich gedraagt bestaan veel uiteenlopende theorieën. In volksverhalen waren vampiers vaak afzichtelijke monsters. Een bekende theorie was dat het een rusteloze ziel van een ketter is die 's nachts zijn graf verlaat om zich (soms als dier) te gaan voeden met het bloed van mensen. Over deze oorspronkelijk Slavische (en Hongaarse) legende werd al in de periode 1730 tot 1735 verhaald. Het moderne beeld dat mensen van vampiers hebben ontstond rond de 19e eeuw, toen de hele westerse wereld dankzij romantische spookverhalen en gothic novels vertrouwd raakte met het nieuwe stereotype van de 'aristocratische' vampier; een beeld geïntroduceerd in The Vampyre van John William Polidori. Bram Stokers graaf Dracula is daar direct op geïnspireerd en legde, samen met verhalen als Varney the Vampire van James Malcolm Rymer en Carmilla van Joseph Sheridan Le Fanu, de basis voor de moderne vampierverhalen. 

## Eigenschappen

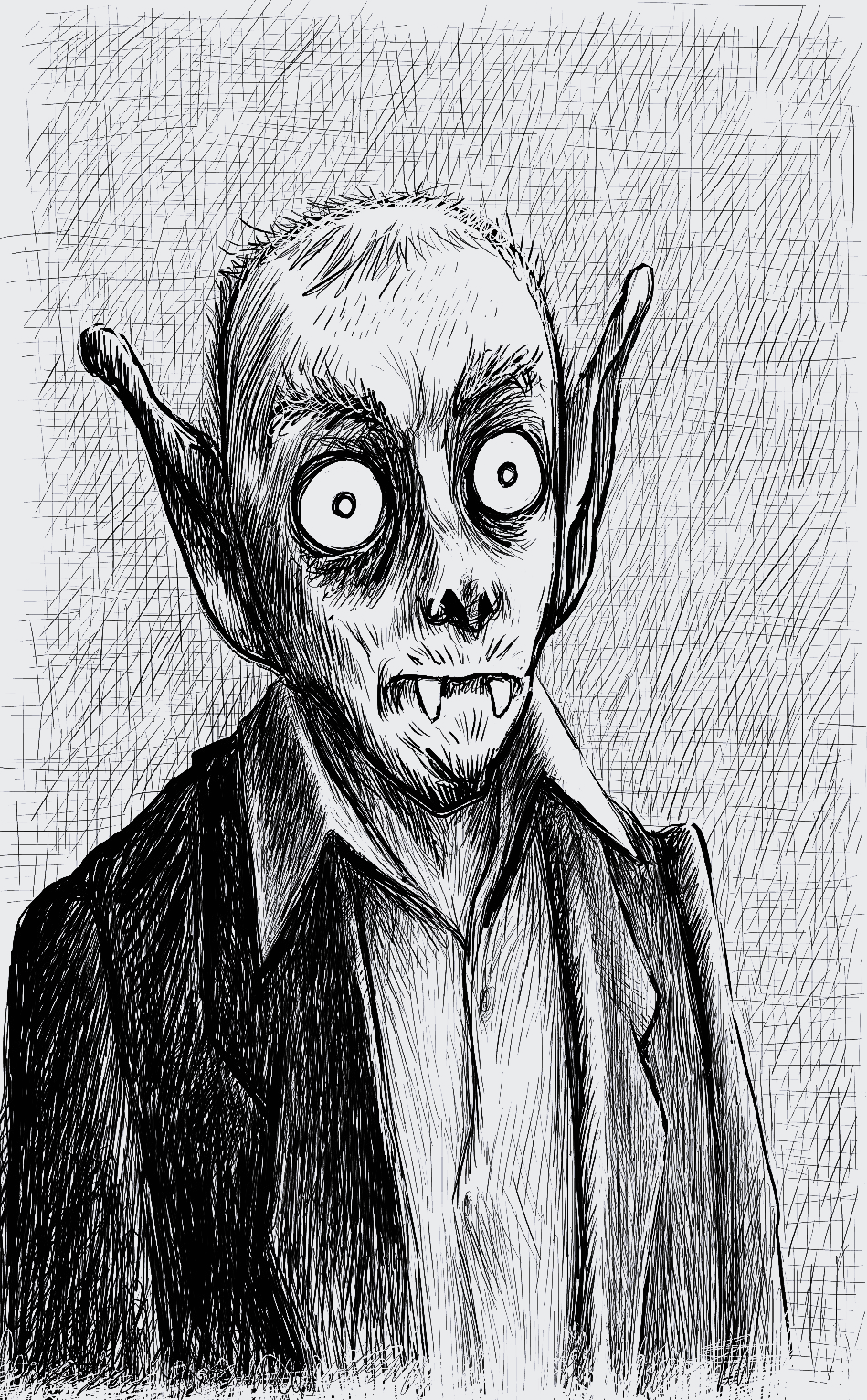
Vampier

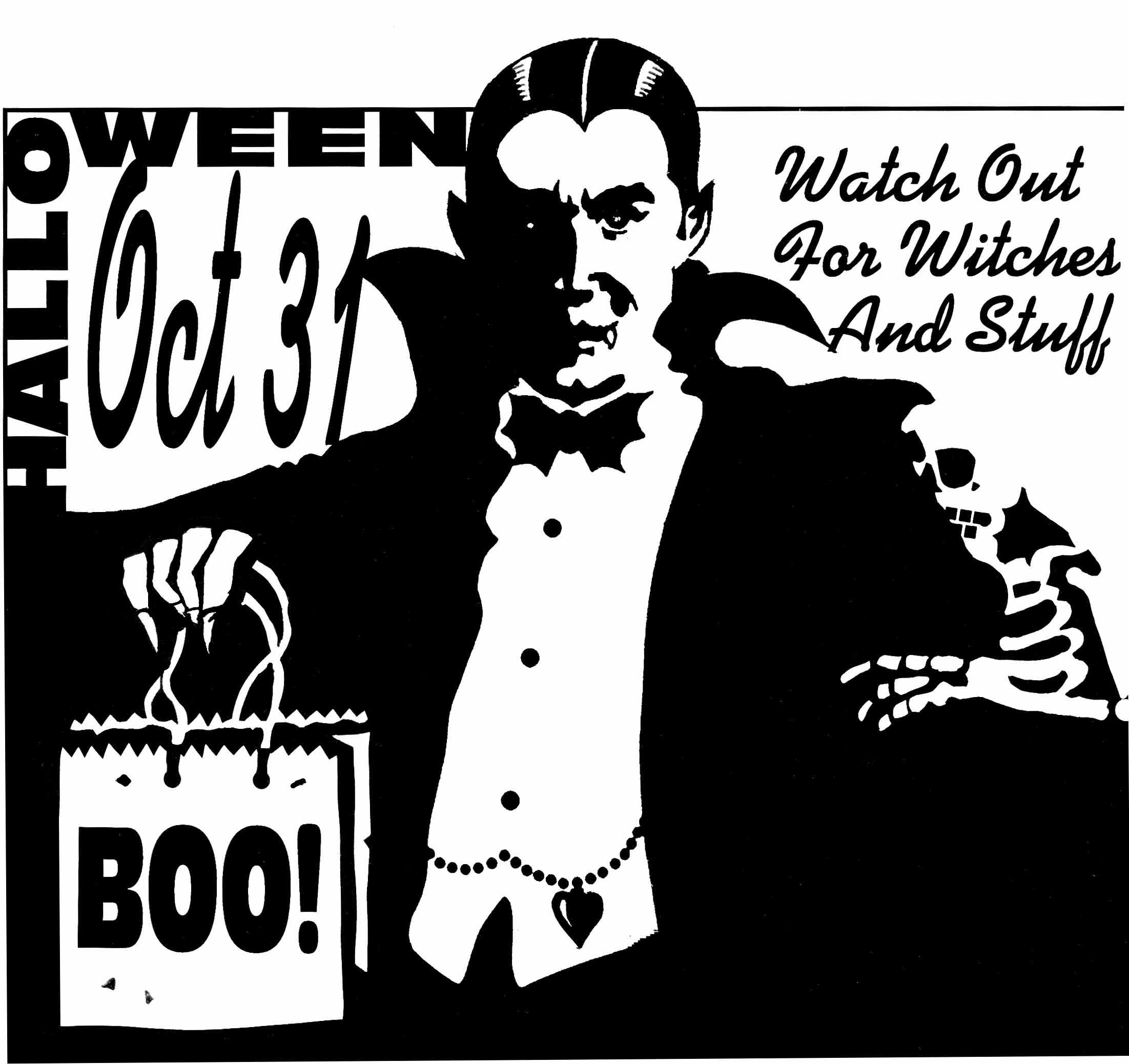
Halloween-vampier

Er bestaat geen eenduidig beeld over hoe vampieren er precies uitzien, wat voor eigenschappen ze bezitten, en wat hun zwakheden zijn. Dit komt vooral doordat schrijvers en filmmakers er geregeld hun eigen draai aan geven, en omdat er wereldwijd zeer uiteenlopende legendes en volksverhalen over vampieren bestaan. Onderstaande omschrijving geeft het meest bekende beeld dat het publiek van vampiers heeft weer.

### Toestand
De vampier is levend, noch dood. Zijn toestand wordt vaak als ondood omschreven. In de meeste verhalen slaapt hij overdag in een kist. Vampiers verouderen minder snel dan mensen. Ze worden lichamelijk een tiende ouder dan de mens en het ouder worden begint vanaf toen ze vampier werden. Maar als een vampier te lang geen bloed drinkt, wordt hij juist veel sneller oud dan de mens. Er zijn ook verhalen die suggereren dat vampiers helemaal niet ouder worden en eeuwig de leeftijd behouden die ze hadden toen ze een vampier werden.

### Verandering
Er bestaan verschillende manieren waarop iemand een vampier kan worden.
In oude verhalen werd beweerd dat mensen die zijn gestorven aan de gevolgen van een vampiersbeet later herrijzen en zelf ook een vampier worden. Dit zou betekenen dat de wereld inmiddels overspoeld zou zijn met vampiers, omdat elke gebetene een nieuwe vampier zou worden. In (veel van) de huidige vampierverhalen wordt hier daarom op gevarieerd dat een vampier alleen kan ontstaan als een gebetene nog iets anders doet, zoals zelf bloed drinkt van de vampier die hem gebeten heeft. Hierdoor wordt het "menselijk" bloed vervangen door "vampierlijk" bloed wat de verandering compleet maakt. Een andere, wellicht simpelere theorie zou kunnen zijn dat slechts een klein deel van de mensen die door een vampier gebeten zijn zelf ook een vampier wordt; de rest sterft gewoon na een vampiersbeet of overleeft de beet eventueel maar wordt hoe dan ook zelf geen vampier. Ook wordt wel gesuggereerd dat iemand meerdere keren door een vampier gebeten moet worden om zelf een vampier te worden.

### Uiterlijk
Het uiterlijk van een vampier verschilt sterk per verhaal. In Oud-Europese verhalen waren vampiers vaak monsterlijke humanoïde wezens. De vampier zoals men die vandaag de dag veel ziet is gemodelleerd naar onder andere graaf Dracula en andere aristocratische vampiers in talloze boeken en films.
De vampier zoals die in veel Europese verhalen voorkomt, stamt vaak uit een adellijk, Oost-Europees geslacht. Hij of zij is seksueel verleidelijk, gaat in het zwart gekleed (de vampier draagt veelal een zwarte cape) en heeft een onnatuurlijk bleke huid. Vampiers hebben extra lange hoektanden, die ze gebruiken om hun slachtoffers in de hals te bijten en zo hun bloed te drinken. Soms zien vampiers er in principe uit als gewone mensen, afgezien van de langere, scherpere hoektanden (welke al dan niet zichtbaar zijn wanneer de mond gesloten is), de bleke huid en misschien een wat ingevallen gelaat. Een vampier heeft mensen- of dierenbloed nodig om in leven te blijven. Mensenbloed heeft de voorkeur. De vampier heeft altijd dorst, maar kan desnoods lange tijd vasten.

### Krachten
Een vampier beschikt over enkele bovennatuurlijke krachten, zoals uitzonderlijke spierkracht (vooral als hij net gedronken heeft), grote snelheid, een uitzonderlijk goed gehoor, een goede neus, enorm snelle reflexen (ze kunnen bijvoorbeeld bovenmenselijk snel een object ontwijken), de mogelijkheid iemand te hypnotiseren of iemand te laten denken wat de vampier wil, gedaanteverandering (bij voorkeur in een vleermuis, maar ook bijvoorbeeld in een wolf of mist) en soms hebben ze de macht om het weer te manipuleren. Verder bezit een vampier uitzonderlijke manipulatieve gaven en tevens grote schoonheid. Ook heeft een vampier de kracht om nachtdieren te commanderen. Deze krachten zijn bedoeld om zijn prooi te verleiden en overmeesteren. In veel verhalen kunnen vampiers vliegen, ook zonder dat ze daarvoor van gedaante hoeven te veranderen (zoals veranderen in een vleermuis). Ze zijn vaak erg lenig en kunnen zeer hoge sprongen maken.
De krachten kunnen verschillen per film of verhaal.

### Zwakheden
Een vampier heeft een weerzin tegen knoflook. Ze zijn doorgaans bang voor het kruis of wijwater en andere heilige symbolen. Een vampier kan een huis enkel betreden als een van de bewoners hem daartoe uitnodigt. Eenmaal uitgenodigd kan hij een huis betreden wanneer hij dat wil en houdt vrijwel niets hem nog tegen.
Vampiers slapen overdag, omdat ze een afkeer hebben van daglicht. Blootstelling aan daglicht verzwakt hen en langdurig kan dit zelfs fataal zijn. In de Europese volksverhalen, alsmede de eerste moderne vampierromans zoals Dracula en Carmilla, verzwakt zonlicht een vampier enkel. Om die reden geven ze er de voorkeur aan er alleen 's nachts op uit te gaan maar, indien echt nodig kunnen ze zich ook overdag buiten vertonen. Het idee dat zonlicht een vampier kan doden is bedacht door de filmindustrie, en inmiddels een algemeen geaccepteerd kenmerk van vampiers. Het werd voor het eerst gezien in Nosferatu, eine Symphonie des Grauens. In the Vampire Diaries gebruiken de vampiers lapis lazuli, in combinatie met een spreuk van een heks, om tegen het zonlicht bestendig te zijn.
Vampiers kunnen volgens volksverhalen het niet laten om alles op hun pad te tellen, en kunnen dus worden afgeleid door iets op hun pad te strooien. Tevens hebben ze moeite met het oversteken van stromend water; hierbij hebben ze de hulp van anderen nodig.
Om een vampier te doden zijn vaak drastische maatregelen nodig. De bekendste methode is een houten staak (soms een specifieke houtsoort, zoals de eenstijlige meidoorn) door zijn hart slaan. In volksverhalen moet een vampier zo aan de grond genageld worden, maar in films is doorboren met de staak vaak al voldoende. Andere manieren zijn onthoofding, al dan niet nadat zijn mond is volgestopt met knoflook, en het verbranden van de vampier of de resten van het lichaam.

## Spiritistische visie

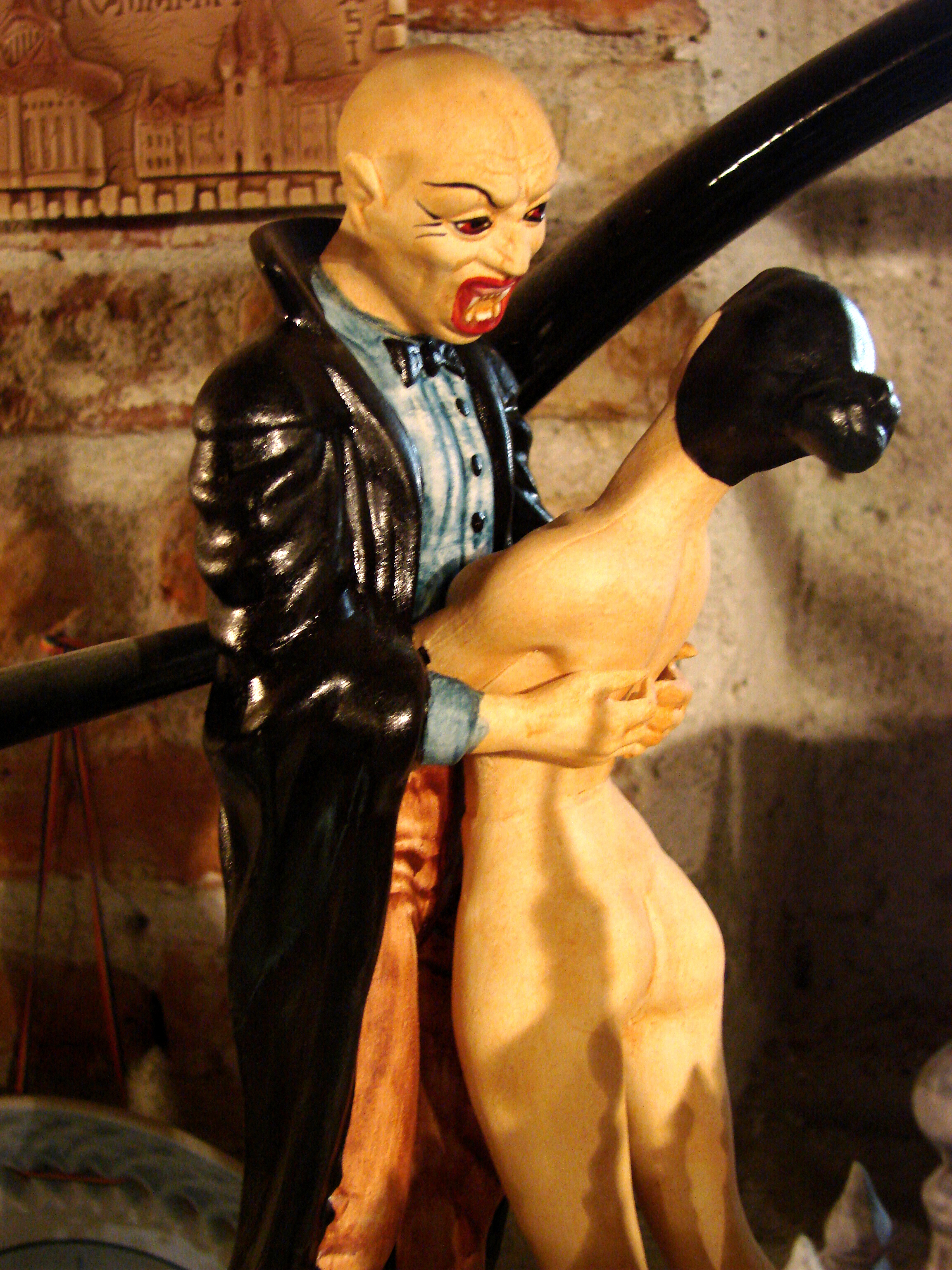
Dracula bijt een vrouw, een souvenir uit Roemenië

Spiritisten bestudeerden in de 19e eeuw ook gerapporteerde gevallen van vampirisme, waarbij onder 'vampier' een bloedzuigende geest of een weer tot leven gebrachte dode begrepen werd. De eerste die poogde om het fenomeen van het psychisch vampirisme te bestuderen binnen het domein van het spiritisme was de Fransman Pierart. Hij verklaarde een aantal gevallen van doden die na lange tijd ongerept in hun graf lagen als cataleptici waarvan het astrale lichaam het fysieke lichaam verliet ('omwikkeld in een etherisch vloeibaar lichaam') om zich te gaan voeden met het bloed van de levenden.
Adolphe d'Assier ging nog een stap verder en schreef in Posthumous Humanity dat het lichaam van een vampier dan wel dood kon zijn, maar dat zijn geest gebonden was aan de aarde, geobsedeerd door de gedachte dat het fysieke lichaam te allen prijze gevrijwaard moest blijven van ontbinding. Bijgevolg voedt het dichte astrale lichaam zich met menselijke slachtoffers, waarbij door een ongekend proces het bloed tot in het graf kan worden overgebracht.

## Geschiedenis

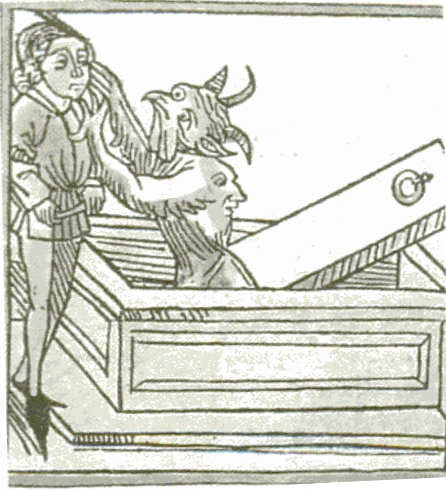
Vampier valt een christen aan, 15e eeuw, Duitsland

Voor het jaar 1300 begroeven mensen de doden in aparte graven en liet men het lichaam voor wat het was. Niemand dacht eraan om het lichaam terug op te graven en het was zelfs in veel gemeenschappen lange tijd verboden om onderzoek te doen op lijken.
Tussen het jaar 1300 en 1700 waren er verschillende epidemieën en pandemieën zoals de builenpest en pokken. Omwille van het enorme sterftecijfer was men soms genoodzaakt om gebruik te maken van massagraven. Bij het heropenen van sommige graven kwam men in die tijd soms lijken tegen met symptomen die men niet kon verklaren en zo bijdroegen aan verhalen over vampiers en andere ondoden:
- Het groeien van nagels en hoofdhaar
- Mannen hadden veelal een kleine stoppelbaard
- Een dikke, opgezwollen buik
- Onder rottend vel was een nieuwe, intacte huidlaag te zien
- Rond de mond en lippen was een bloedlaag
- Het lichaam vertoonde geen lijkstijfheid meer

Wegens kennisgebrek dachten mensen vroeger dat het hier over een ondode/vampier ging: de vampier voedde zich rijkelijk met bloed (hun verklaring bloed rond mond) waardoor hun maag gevuld was (hun verklaring dikke buik). Omdat nagels, haar en baard groeiden en er een nieuwe huidlaag werd aangemaakt, moest het wel gaan over een ondode. Daarbij was het lichaam van de dode soepel genoeg om te kunnen gaan.
Ondertussen weet men dat bovenstaande symptomen perfect normaal zijn bij de ontbinding van een lijk:
- Omwille van verschrompeling van de huid, krimpt deze in. Vingers en tenen worden korter omdat het vel nu tegen het uiteinde van de vingerbotten zit. Ook krimpt de huid op de schedel en het gezicht. Een rechtstreeks gevolg hiervan is dat nagels en hoofdhaar langer lijken te worden. Ook worden baardstoppels zichtbaar.
- De ontbinding zorgt ook voor allerlei gassen in het lichaam. Een gedeelte van die gassen verlaat het lichaam via de neusholte en mond en neemt daarbij resten van het bloed mee. De dikke buik ontstaat door de gassen die niet kunnen ontsnappen uit het lichaam. Uiteindelijk ontploft de buik.
- Het lichaam bestaat uit meerdere huid- en vleeslagen: men ziet het verschil tussen de rottende en de nog niet aangetaste lagen
- Door het wegrotten van de ingewanden ontstaat er in het lichaam een sapachtige vloeistof waardoor het lijk terug soepel wordt.

Ook een vampier die nog ademt kan verklaard worden: er zitten nog altijd lucht en gassen in de longen van het lijk. Als men op de borstkas drukt dan ontsnappen die lucht en gassen uit het lichaam via de mondholte.

## Folklore

### Slavische folklore
De Slavische vampier is in de westerse cultuur het invloedrijkst. De benaming is afgeleid van het Servische vampir. Van Slavische vampieren wordt al melding gemaakt vanaf de vierde eeuw van de jaartelling. Onder invloed van het christendom wordt de vampier beschouwd als een overledene waar een duivelse vloek op rust. De oorzaken voor deze vloek variëren. Een vampier kan volgens de overlevering ooit zelf het slachtoffer van een vampier zijn geweest, met onjuiste rituelen begraven zijn of misschien heeft zijn moeder tijdens de zwangerschap oogcontact met een vampier gehad.
De vampier verrijst met regelmaat uit zijn graf om het bloed van mens of dier te drinken. Mysterieuze veesterfte kan een aanwijzing zijn dat er een vampier actief is. De vampier heeft een weerzin tegen knoflook, zilver en christelijke symbolen.
Een vampier wordt gedood door onthoofding, verbranding, een zilveren kogel of een houten staak door het hart. Het wezen is ook vatbaar voor christelijke vormen van duiveluitdrijving. In Bulgarije zijn honderden geraamtes opgegraven die doorboord zijn met een staak, in 2012 werden nog twee gevonden in Sozopol. Een van de geraamtes wordt tentoongesteld in het Nationaal Historisch Museum van het Bulgaarse Sofia. Tot in de twintigste eeuw werden doden doorboord om te voorkomen dat degene een vampier werd. Dit gebruik was ook algemeen bekend in Servië en andere landen van de Balkan.
De Slavische vampier is vaak een lelijk, hersenloos wezen dat meer op een dier dan op een mens lijkt. Hij is een vervloekte overledene uit een lage sociale klasse. Tevens is hij nauw verwant aan de weerwolf.
Er zijn echter ook "zorgzame" vampiers in de Slavische folklore. Zo is er een verhaal over een moeder die enkele uren na de bevalling sterft. Het kind blijft leven, alhoewel het geen melk drinkt van de oude vrouw die voor hem komt zorgen. 's Nachts houdt het kind enkele ogenblikken op met huilen. Na maanden gaat de vader 's nachts kijken wat er aan de hand is, hij verstopt een kaars in een aarden pot. Hij ziet een vage figuur binnenkomen en het kind wordt opgepakt. De vader neemt de pot van de kaars en ziet de dode moeder haar levende zoon zogen. Als ze het licht ziet, kijkt ze verdrietig op en loopt zonder om te kijken de deur uit. De vader rent naar de wieg en ziet dat zijn baby dood is.

### Italië

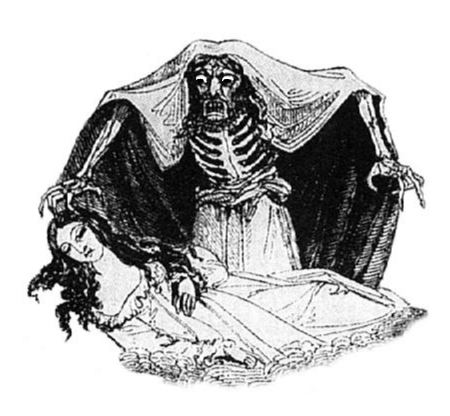
Varney il vampiro, 1847

Volgens het volksgeloof voeden de kleedvreters zich met de eigen lijkwade of dodenmasker en spraken een vloek uit om de pest te verspreiden, zodat er nog meer 'ondoden' zouden ontstaan. Op het eiland Lazzaretto Nuovo, ten noorden van Venetië, werd in een massagraf uit 1576 het goed geconserveerde lichaam van een vrouw gevonden. Het eiland werd destijds gebruikt als sanatorium. Er was een baksteen tussen de kaken van de vrouw gestopt, zodat deze "vampier" zou verhongeren.
In een Toscaans sprookje wordt een vampier een wolkenmonster genoemd.

### New England
Duitse soldaten, aangeworven door de Britse regering, kwamen tijdens de Amerikaanse Onafhankelijkheidsoorlog, naar New England voor de krijg en brachten de vampiermythe mee. In staten als Vermont, New Hampshire,  en Rhode Island werd in de 19e eeuw de veel voorkomende ziekte tering in verband gebracht met vampiers. Graven werden opengebroken om de lijken te onthoofden en de organen te verwijderen.

## Huidige tijd
Ook in de huidige tijd is er nog een geloof in vampiers. Zo wordt in november 2017 bekend dat de president van Malawi de bevolking belooft vampiers hard aan te pakken. Er zijn grote groepen mensen die op vampiers jagen in het land aanwezig, waardoor de VN besloten heeft om zijn medewerkers terug te trekken uit het land. De geruchten over vampiers komen uit Mozambique.

## Varianten

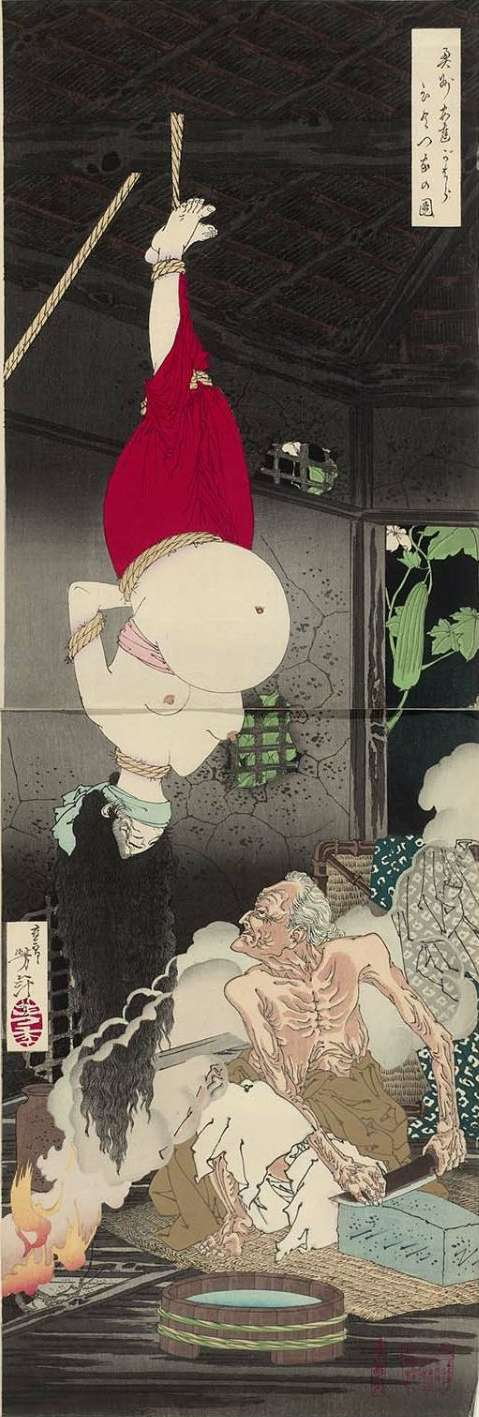
De Japanse Onibaba uit de Adachi-Moerassen houdt een hoogzwangere vrouw gevangen. Ze drinkt het bloed van ongeboren kinderen, Tsukioka Yoshitoshi.

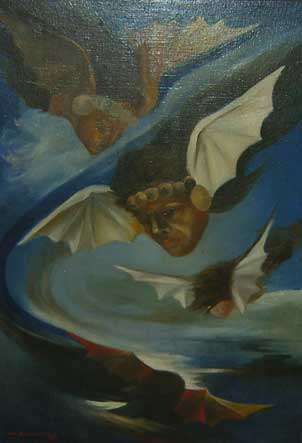
Chonchón uit Chili

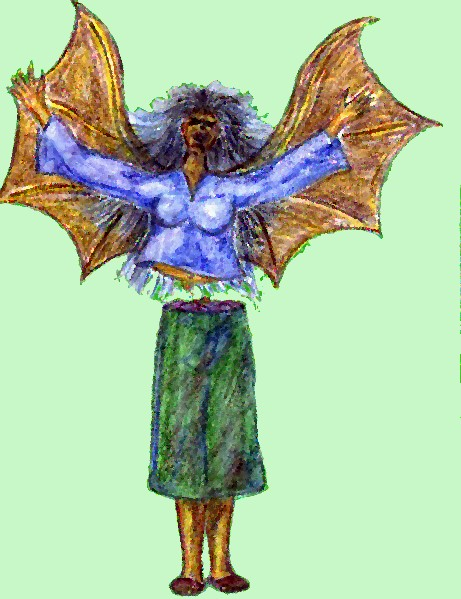
Manananggal uit de Filipijnen

Bloed is in het menselijk bewustzijn al vanaf de vroegste tijden geassocieerd met levenskracht; als een lichaam veel bloed verliest, verliest het immers ook het leven. Bloeddorstige wezens die de levenskracht van anderen moeten roven om zelf te kunnen bestaan, spelen in de mythologieën van diverse culturen een rol:
- In de Odyssee lokt Odysseus de doden met het bloed van een ram.
- De Japanse kitsune is een bloeddrinkende vos. Ook andere dieren die aan vampirisme doen, komen voor in de mythes van het Verre Oosten.
- In China is de vossegeest bekend, vergelijkbaar met de Japanse kitsune.
- De Japanse Onibaba uit de Adachi-Moerassen drinkt het bloed van ongeboren kinderen.
- In een Japans volksverhaal kan de vampier het uiterlijk van een kat en een slachtoffer aannemen. Het wezen betovert anderen en zorgt voor nachtmerries.[16]
- De mythische Lamia van Korinthe was een beeldschone vrouw die jonge mannen verleidde om van hun bloed te drinken.
- Het Latijnse lamia kan vertaald worden met spook of vampier.
- De Maleisische penanggalang is een vrouw waarvan het hoofd en spijsverteringsstelsel zich 's nachts van de rest van het lichaam losmaken om zich aan mensenbloed te goed te doen.
- Ook de leak uit Bali drinkt het bloed van ongeboren kinderen en gebruikt ingewanden als magisch ingrediënt, het kan verschijnen als vliegend hoofd met ingewanden.
- De Australische Aboriginals kennen de yara-ma-yha-who: een harig wezen dat in bomen leeft en mensen bespringt om het bloed uit hun lichaam te zuigen. Slachtoffers van dit wezen kunnen zelf in een yara-ma-yha-who veranderen.
- De oude Romeinen kenden de strix: een (krijs)uil die 's nachts het bloed van slapende (ongespeende) zuigelingen drinkt. Ovidius beschrijft de striges als oude vrouwen die door een marsiaanse bezwering in een vogel veranderd zijn (of zo geboren werden). Het woord zou later gebruikt worden om een heks aan te duiden.
- De Roemeense strigoi is een onsterfelijke vampier (een strigoi viu is een levende vampierheks), het wezen staat in nauw verband met de "pricolic" en "vârcolac". De zigeuners doden het wezen op de volgende manier: ze graven het lichaam op, verwijderen het hart en snijden de organen in tweeën. Ze slaan een nagel in het voorhoofd en plaatsen knoflook onder de tong en ze smeren het lichaam in met het vet van een varken dat op de feestdag van sint Ignatius gedood is.
- De demonen incubus en succubus bedrijven 's nachts de liefde met mensen waarbij ze de levenskracht aan hun slachtoffers onttrekken.
- In de Surinaamse sagen komt asema voor, een soort heks of tovenaar die 's nachts zijn/haar huid afstroopt en als blauwe bal van licht op zoek gaat naar mensen.
- De baobhan sith is een fee-vampier (uit de Keltische mythologie) die de vorm aanneemt van een beeldschone vrouw om mannen te verleiden en hun bloed te drinken. Ze gebruikt tevens gedaanteverwisseling om zich als dier om te vormen, het liefst gaat zij als kraai, raaf of wolf op jacht (zij kan echter niet in een vleermuis veranderen). Ze is bang voor paarden.
- Ole-Higue is een vrouwelijke vampier uit Guyana, ze geeft de voorkeur aan bloed van jonge kinderen.
- De kallikantzaros zijn een soort kabouters uit Griekenland. Ze leven ondergronds, maar komen boven van 25 december tot 6 januari. Ze zijn zwart en harig, hebben grote hoofden met rode ogen en hun rode tong hangt uit de mond, grote tanden en lange nagels zijn zichtbaar. Een kallikantzaro lijkt op een nachtmerrie en heeft overeenkomsten met de Slavische vampier en de weerwolf. In Zuid-Griekenland worden kallikantzaros man-wolven genoemd.
- De Yuki Onna uit de Japanse mythologie zuigen het bloed of de levenskracht uit het lichaam.
- De rokurokubi is altijd vrouwelijk.
- Camazotz is een vleermuis-monster uit de Maya-mythologie.
- Bij de Araukanen uit Chili is de chonchón bekend, het wezen wordt ook wel chuncho, quilquil of tue-tue genoemd. Het is een mensenhoofd zonder lichaam en het vliegt met zijn oren. 's Nachts bezoekt het de huizen van zieke mensen en vecht met hun zielen. Als het wezen wint, zuigt het het bloed van de slachtoffers op.
- In Slovenië is de kudlak bekend, deze vampier verschijnt als een zwart dier en wordt bestreden door de vampierjager krsnik (ook wel kresnik; een soort sjamaan die als wit dier verschijnt, etymologisch kan kresnik slaan op krst wat kruis betekent en de naam is van een steen die de dorpsgrenzen aangeeft).
- Een dhampir (ook wel dhampyre, dhamphir, of dhampyr) is in de folklore van de Balkan een kind van een vampier en een vrouw. Het is een halfbloed, zelf geen vampier. Ze hebben dezelfde krachten, maar niet de zwakheden die een vampier heeft. Etymologisch zou dhampir komen van pij o pirë (drinken) en dhëmbë of dham (tanden); drinken met tanden. In Servië wordt dit wezen vampirović, vampijerović of vampirić genoemd, in Bosnië lampijerović (letterlijk: vampierzoon). Deze vampierkinderen zouden juist vampierjagers zijn, andere benamingen zijn dzhadadzhiya en svetocher.
- De apotamkin is een vampierachtig wezen in de Noord-Amerikaanse mythologie.
- De vrykolakas (βρυκόλακας), vorvolakas of vurdulakas komt voor in de Griekse folklore.
- De vǎrkolak (върколак, vrǎkolak) komt voor in de folklore van Bulgarije en Noord-Macedonië. Het wezen heeft één oog en drinkt bloed. Ook is er sprake van de vǎlkolak (vlǎkolak); een ondode menseneter. Net als de Kroatische en Bosnische vukodlak, de Sloveense volkodlak en de Servische вукодлак staat de naam voor weerwolf, maar het wezen heeft meer overeenkomsten met de vampier en dwaalt rond de plaats waar het ooit gedood werd.
- Suangi in Nieuw-Guinea zijn mannelijke heksen die bloed en/of de organen van hun slachtoffers eten. Na de aanval gaat het slachtoffer als een soort zombie naar huis en lijkt ziek. Als het slachtoffer de naam van de suangi kan noemen, wordt deze vaak vermoord en opgegeten door de familie van het slachtoffer. Zo zou de ziel van het slachtoffer weer vrij komen.
- Lhiannan Shee komt voor op Isle of Man.
- De dearg-due (Gaelic voor rood bloed zuiger) komt uit Ierland.
- Bruxsa uit Portugal kunnen 's nachts de vorm van een vogel aannemen.
- Mora of Morana is een vrouwelijke vampier uit Dalmatië.
- In India is de vetala een ondood wezen, het hangt (net zoals een vleermuis) ondersteboven aan bomen op begraafplaatsen en crematiegronden. Zie ook Verhalen van een vampier.
- Pishacha, de teruggekomen geesten van misdadigers of degenen die als gek gestorven zijn, hebben ook kenmerken van een vampier.
- De loogaroo is een wezen uit de folklore van de Caraïben en Louisiana, het is een samensmelting van de loup-garou (weerwolf) uit de Franse mythologie en elementen uit voodoo. Het is een oude vrouw die uit haar eigen lichaam kan treden en verschijnt als blauwe bal van licht. Vergelijkbaar is de soucouyant of soucriant uit de folklore van de Dominicaanse Republiek, Trinidad en Guadeloupe.
- Bij de Ewe uit Ghana is de adze bekend als vampierachtig wezen. Het kan als vuurvlieg verschijnen, maar neemt een menselijke gedaante aan tijdens de aanval.
- In de Filipijnen is de manananggal  een vampierachtig wezen dat op jacht gaat naar zwangere vrouwen en het hart van een foetus of het bloed van een ander slachtoffer uitzuigt. De romp kan zich afsplitsen van het onderste deel van het lichaam. De mandurugo is overdag een aantrekkelijke jonge vrouw, maar krijgt 's nachts een lange, holle tong en zuigt daarmee het bloed van slapende slachtoffers.
- De Nachzehrer is bekend in Duitsland en delen van Polen, het eet van lichamen van reeds gestorven slachtoffers. Het wezen is officieel een vampier, maar heeft ook overeenkomsten met een zombie.
- In Albanië is de kukudhi in de laatste fase (van 30 jaar) van de transformatie tot een vampier; de perfecte vampier niet meer geschaad wordt door zonlicht en niet meer terug moet naar het eigen graf.
- In Rusland is de wurdulac, wurdalak of verdilak bekend.
- De zaolas is een Braziliaanse vampier die in een jaguar kan veranderen.
- In West-Afrika is de obayifo een vampierachtig wezen.
- Mullo is een vampier uit de Roma folklore.
- Abchanchu is een vampier uit Bolivia die als oudere, hulploze reiziger verschijnt.
- In Indonesië is de jenglot een vampier die eruitziet als een kleine, levende, pop.
- Estries zijn vrouwelijke vampiers uit de Hebreeuwse mythologie.
- In Colombia is la tunda een vampierachtig vrouwelijk monster dat mensen in het bos lokt en hen daar houdt.
- De pricolic is een vampier uit Roemenië, het wezen heeft (in tegenstelling tot de vergelijkbare strigoi) altijd kenmerken van een wolf of grote hond. Soms wordt in de lokale folklore omschreven dat de pricolic bij leven een weerwolf is en na de dood een vampier.
- De vandella komt voor bij de Amhaars sprekende bevolking van Ethiopië.
- De leanashe is een geest / vampier uit de Ierse mythologie. Ze kunnen worden bestreden door een cairn op hun graf te bouwen. De leanashe wordt ook Dearg-Du, Dearg-Dul en Leansídhe genoemd (zie ook sídhe).
- De wakwak is een vogelachtige vampier uit de Filipijnen, het zou om een heks gaan. 's Nachts pakken ze hun menselijk prooi, zoals een manananganal en een ekek. Een wakwak kan zijn romp en hoofd niet scheiden, zoals de manananganal. Volgens sommige mensen is een wakwak de vogel van een heks. Een wakwak lijkt op een vleermuis, volgens sommigen zijn de vleugels zo scherp als messen.
- Een ekek of ek ek is een vogelachtig mens dat 's nachts op zoek gaat naar slachtoffers. Vooral zwangere vrouwen hebben hun voorkeur. Ze doden de foetus. De ekek komt voor op de Filipijnen.
- De sigbin of sigben komt ook voor op de Filipijnen. Het wezen loopt achterstevoren met het hoofd gebogen tussen de achterpoten. Het kan zich onzichtbaar maken voor andere wezens, vooral voor mensen. Het zuigt bloed uit slachtoffers via de schaduw.
- De aswang is het meest gevreesd op de Filipijnen. Het wezen komt voor in de film Aswang.[17]
- De Peuchen, Piuchen, Pihuchen, Pihuychen, Pihuichen, Piguchen of Piwuchen is een slangachtige wezen dat kan vliegen. Het wezen kan van vorm veranderen. Het komt voor bij de Mapuche in Chili. Deze gevleugelde slang kan in vele vormen verschijnen, ook als mens. Alleen een machi kan het wezen verslaan.

### Literatuur

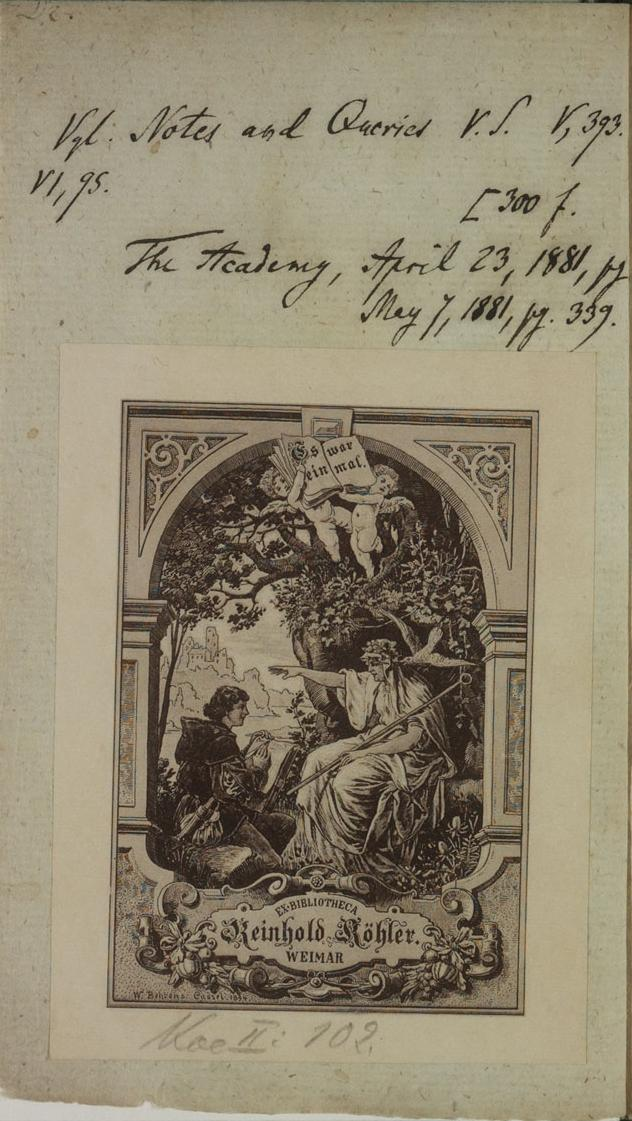
The Vampyre, John Polidori, 1819

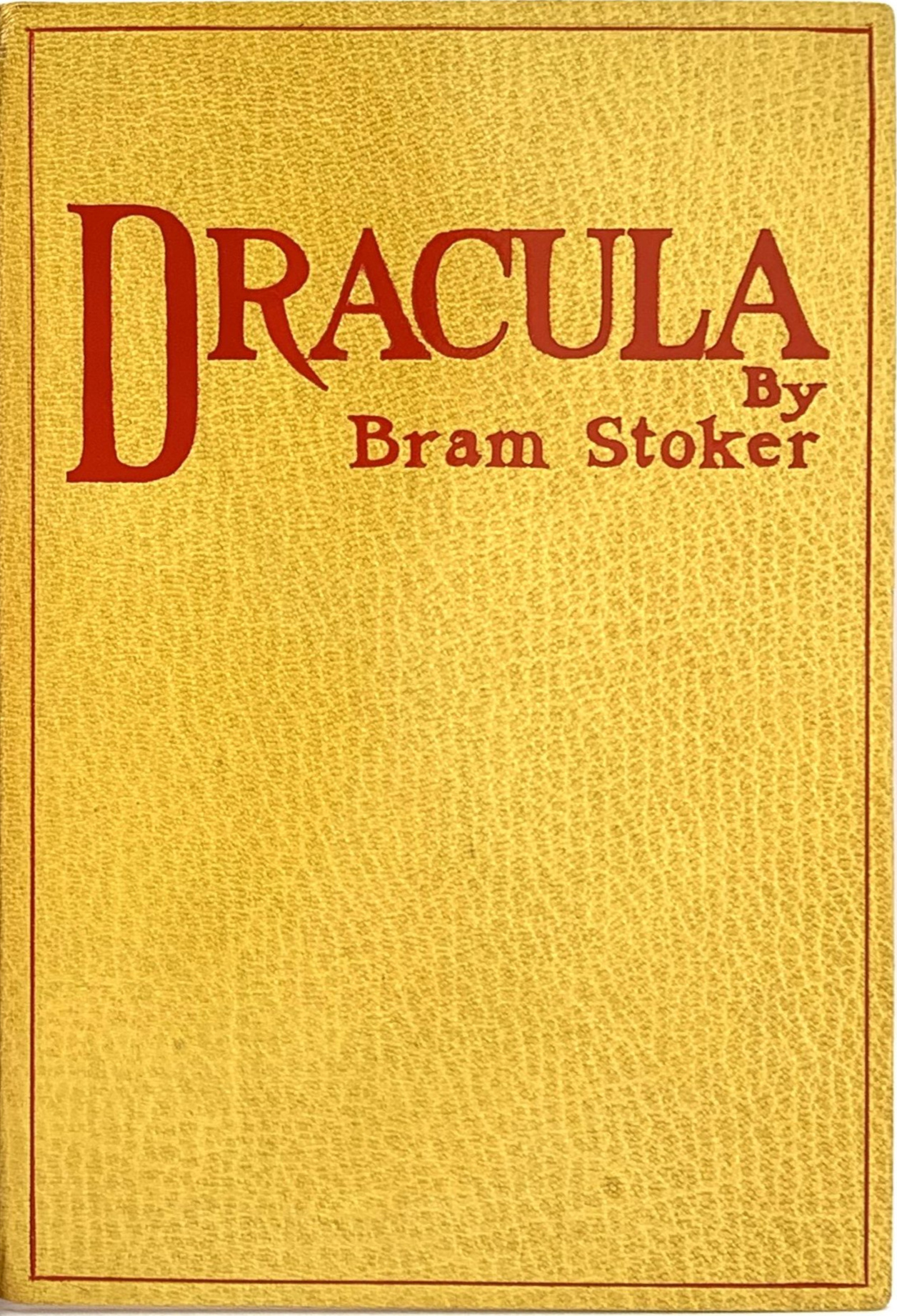
Dracula, Bram Stoker, 1897

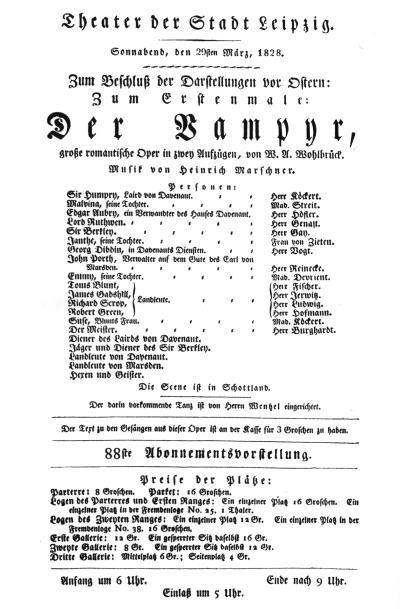
Poster voor opera "Der Vampyr", 1828 (gebaseerd op The Vampyre van John Polidori)

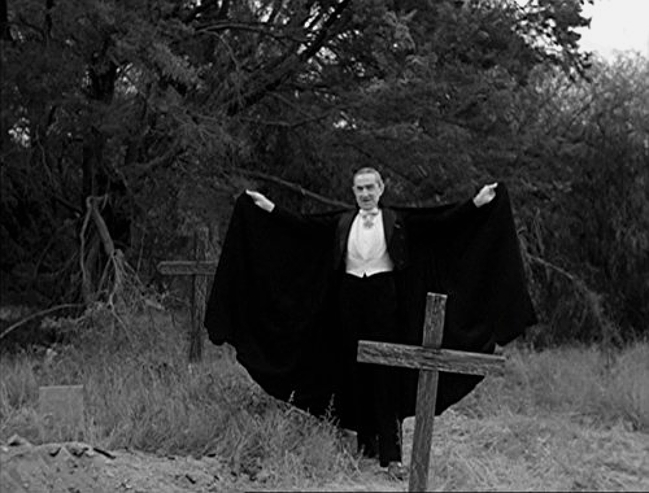
Scène uit Plan 9 from Outer Space, 1959

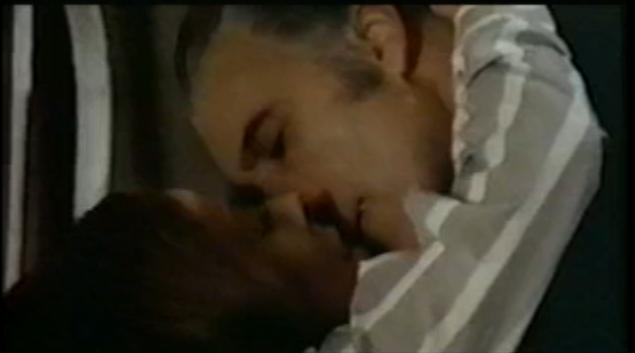
Screenshot uit The Satanic Rites Of Dracula, 1973

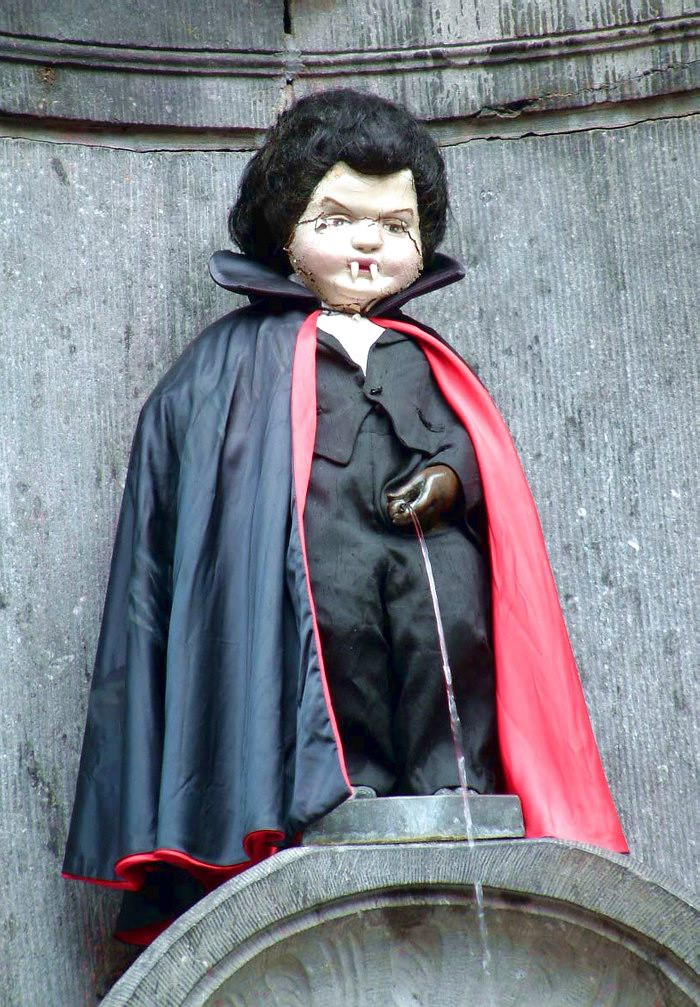
Manneken Pis als Dracula

## Kunst

### Schilder- en beeldhouwkunst
In 1893 schilderde Edvard Munch het werk Liefde en Pijn, waarop een vrouw zich troostend over een man ontfermt. Door een misinterpretatie van de kunstcriticus Stanislav Przybyszewski werd het schilderij bekend als De Vampier.

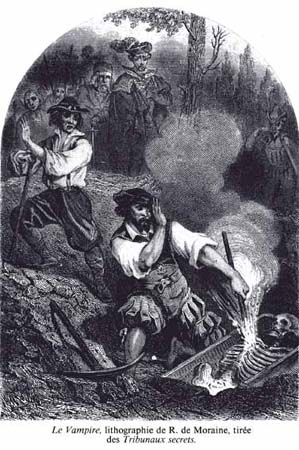
Le Vampire door R. de Moraine, 1864
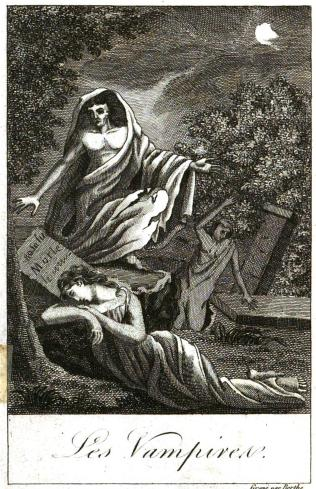
Les Vampires, 1820
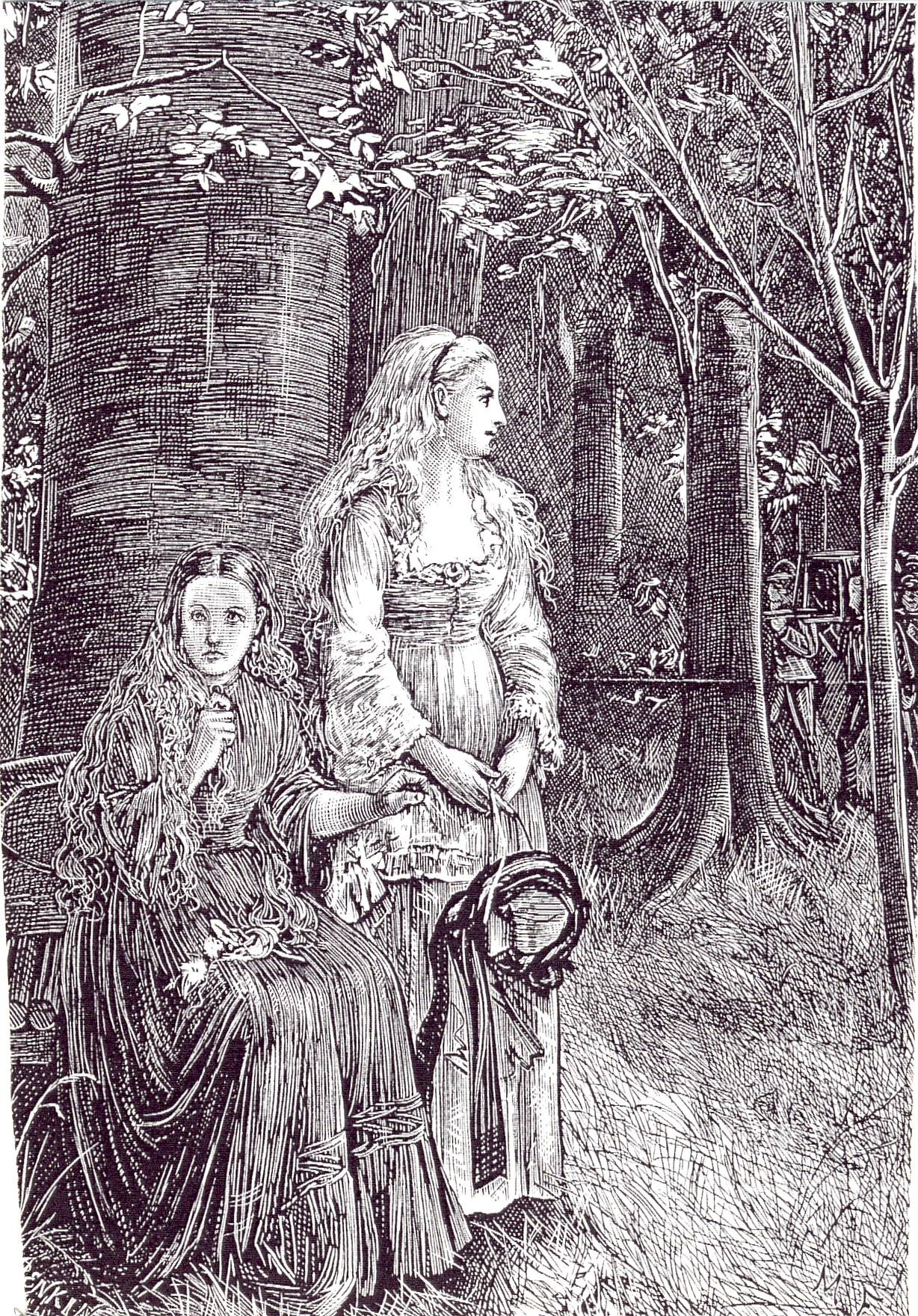
Michael Fitzgerald, 1872
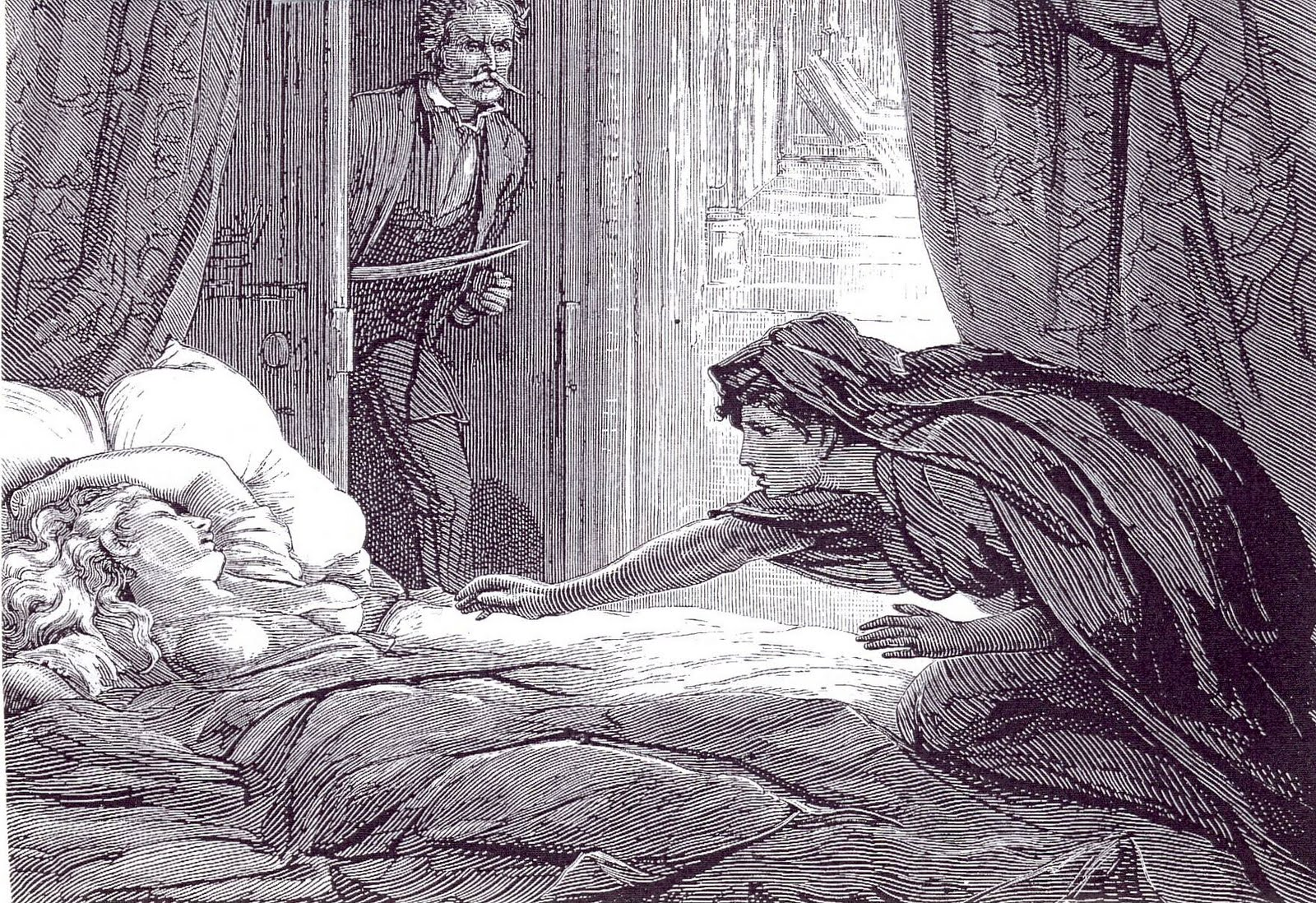
David Henry Friston, 1872
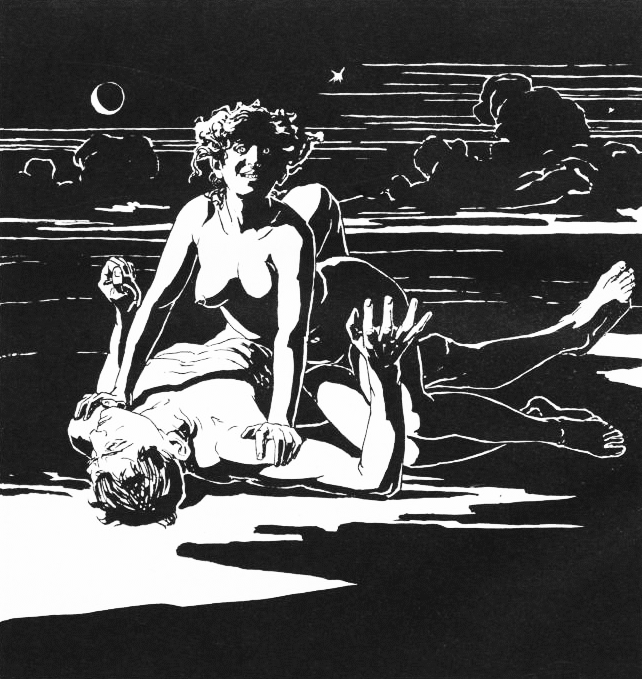
Vampir door Ernst Stöhr, 1899
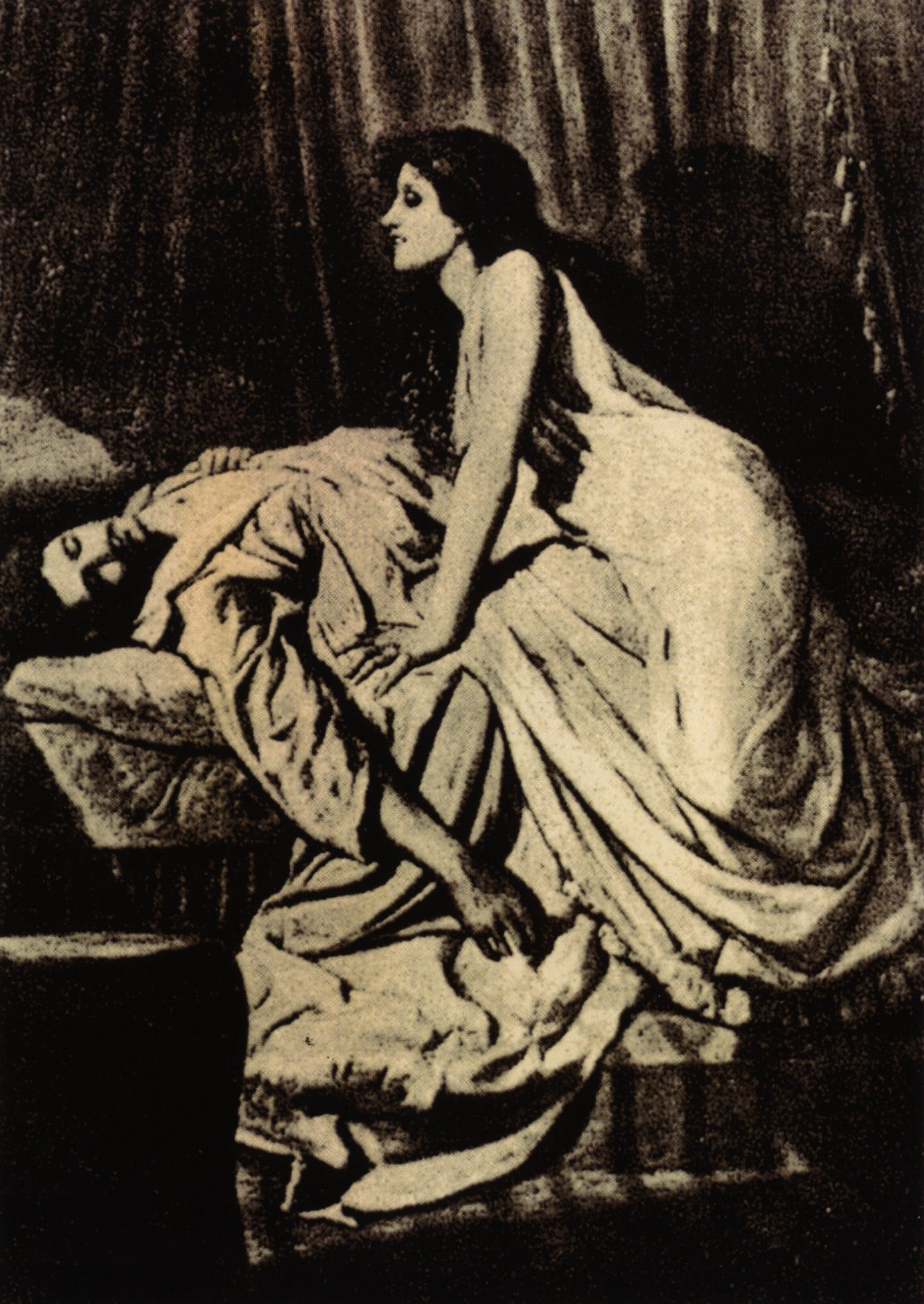
Le Vampire door Philip Burne-Jones, 1897
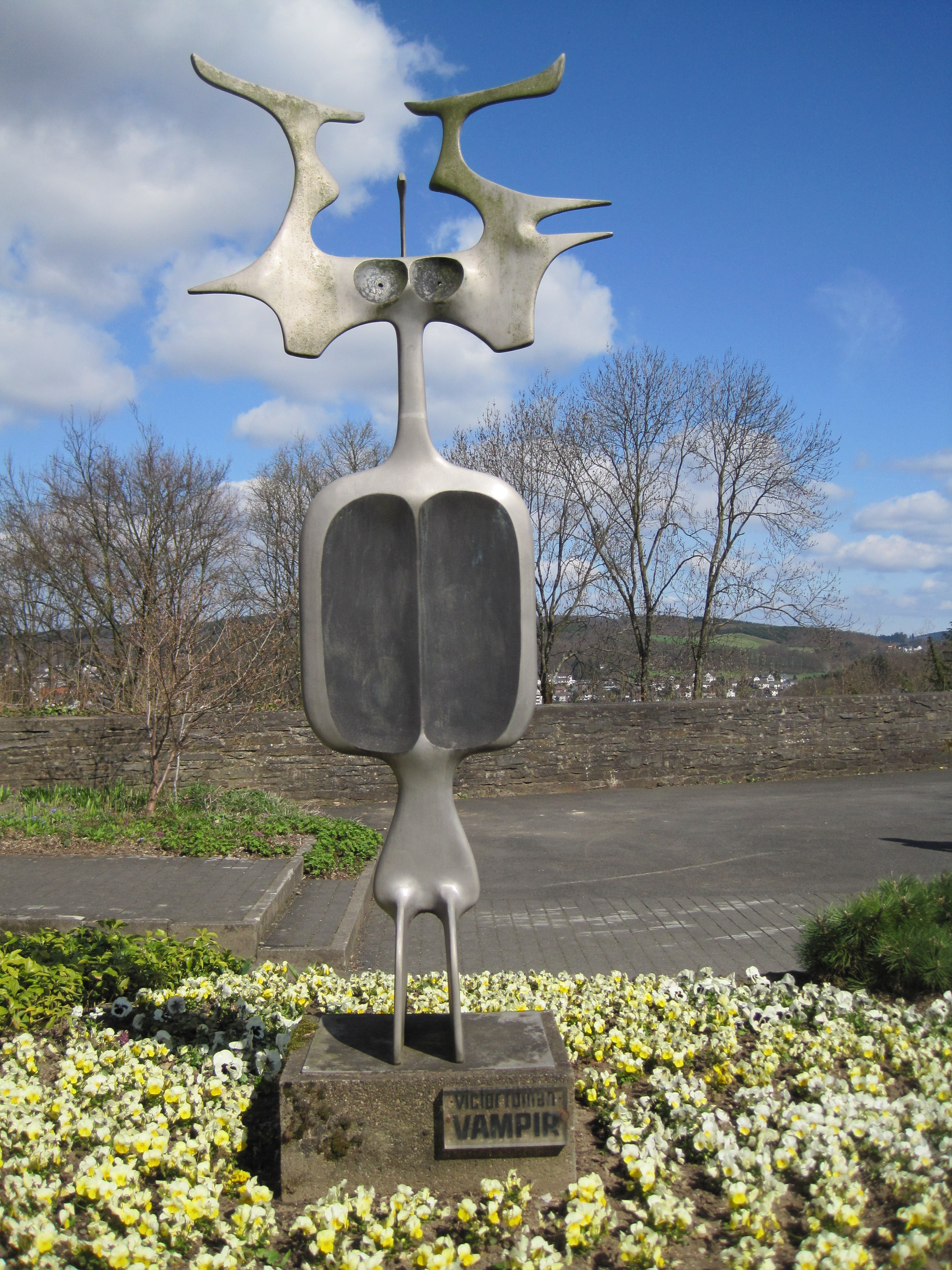
Vampir door Victor Roman

### Populaire cultuur
De eerste algemeen bekende speelfilm waarin een vampier voorkomt is het op Stokers boek gebaseerde Nosferatu, eine Symphonie des Grauens van Friedrich Wilhelm Murnau uit 1922, met Max Schreck in de rol van een afzichtelijke vampier.
Voor een Amerikaanse theaterproductie uit 1927 kreeg Dracula voor het eerst de beschikking over een zwarte cape met een grote kraag. Het was hierdoor voor de acteur mogelijk om, wanneer hij zijn kraag opzette en zijn rug naar het publiek keerde, een soort verdwijntruc op te voeren tegen de donkere achtergrond van het toneel. Het kledingstuk werd, misschien vanwege de associatie met vleermuisvleugels, tot een vast onderdeel van de vampiersgarderobe.
De Transsylvaanse acteur Béla Lugosi, die de grote verdwijntruc eerder op het podium tot een succes maakte, was in 1931 de eerste charmante vampier op het witte doek. Hij werd de rest van zijn leven vereenzelvigd met de rol (zie: Swiebertje-effect.) Op zijn eigen verzoek werd hij na zijn dood in 1956 in vampierskostuum begraven.
Vanaf 1958 speelde Christopher Lee negen maal de rol van vampier in een reeks Draculafilms. In 1959 verscheen Plan 9 from Outer Space, Vampira speelde hierin een rol.
Blueszanger Screamin' Jay Hawkins was waarschijnlijk de eerste popartiest die een vampier-act opvoerde. Hij brak in 1954 door met de klassieker I Put A Spell On You. Andere artiesten met vampier-invloeden waren ZZ en de Maskers, die in 1964 een hit scoorden met Dracula, en eind jaren 60 de curieuze god-of-hellfire Arthur Brown. In Boris Pickets noveltyhit Monster Mash maakt Dracula zijn opwachting om de Transsylvaanse twist te promoten.
In 1967 regisseerde Roman Polański de film The Fearless Vampire Killers waarop de rockmusical Tanz der Vampire met muziek van Jim Steinman gebaseerd is en welke voor het eerst in 1997 in Wenen, Oostenrijk in première ging.
Vanaf de jaren zeventig werden vampier-acts in de popmuziek grimmiger. Ze waren voor een belangrijk deel bedoeld om te choqueren. Het verschijnsel werd onder andere gebruikt door Alice Cooper in de jaren zeventig, diverse gothicbands in de jaren tachtig en Marilyn Manson in de jaren negentig.
In het kinderprogramma Sesamstraat leerden de kijkertjes ondertussen tellen onder leiding van een aristocratische vampier genaamd Graaf Tel (Engels: Count Von Count.) In tegenstelling tot zijn collega's is Graaf Tel helemaal niet geïnteresseerd in bloed. Wel heeft hij een monomane belangstelling voor getallen.
Stephen King bracht in 1975 het boek Salem's Lot uit, in 1982 volgde de Nederlandse vertaling (Bezeten stad). Dit verhaal werd meerdere keren verfilmd; Rob Lowe, Donald Sutherland en Rutger Hauer speelden hoofdrollen in de serie uit 2004.
Het boek Interview with the Vampire (1976) van Anne Rice en de daaropvolgende delen van The Vampire Chronicles zorgden voor een heropleving van het vampiergenre. Het boek werd in 1994 verfilmd; Interview with the Vampire: The Vampire Chronicles met als vervolg Queen of the Damned uit 1996 (zie ook Queen of the Damned (boek)).
In 1977 verscheen De Silmarillion met daarin de vampier-boodschapper Thuringwethil en de strip De maffe maniak (waarin graaf Drakuul een rol speelt). In 1980 verscheen De vampier van Drakenburg en in 1990 kwam Graaf Duckula voor het eerst op tv in Nederland.
In 1991 werd het rollenspel Vampire: The Masquerade door White Wolf uitgegeven. Hierin spelen de spelers (meestal) vampiers, die zich moeten bewegen in een hiërarchische en zeer gecompliceerde sociale structuur. Hierin spelen sociale interacties zoals haat en liefde, vertrouwen en verraad een grote rol; en daarnaast moeten de vampiers de eeuwige strijd aangaan tussen het menselijke in hen en het duistere, beestachtige aspect van hun nieuwe natuur. Er is ook een Live Action Role Playing Game versie waarin de spelers zich verkleden als vampier.
In 1992 kwam Bram Stoker's Dracula uit. In 1996 verscheen De vettige vampiers.
Van 1997 tot 2003 werd in Nederland een Amerikaanse televisieserie uitgezonden, Buffy the Vampire Slayer, waarin een frêle middelbare scholiere, Buffy, samen met enkele vrienden jacht maakt op vampiers en demonen. In de serie treden ook "goede" vampiers (en andere mythologische wezens) op. De vampier 'Angel' kreeg zelfs een eigen spin-offserie. Angel heeft zijn ziel teruggekregen en strijdt tegen het kwaad.
In 1998 verscheen Blade, een film over een vampierjager (zelf een halfbloed-vampier). In de film wordt onderscheid gemaakt tussen volbloed en halfbloed vampiers. De film kreeg twee vervolgen: Blade II en Blade: Trinity. Blade is geïnspireerd op Blade (Eric Brooks; een fictieve superheld uit de strips van Marvel Comics, bedacht in 1973).
De televisieserie Moonlight gaat over Mick St. John, een privédetective die 55 jaar geleden door zijn bruid vampier is gemaakt. Hij strijdt nu tegen het kwaad; overigens kan een vampier in deze serie wel op (digitale) foto's en film worden vastgelegd.
In 2003 verscheen Underworld, waarin de geschiedenis van vampiers en weerwolven (lycans) centraal staat. Als vervolg verschenen Underworld: Evolution, Underworld: Rise of the Lycans en Underworld: Awakening.
In 2004 verscheen Van Helsing. De hoofdpersoon is gebaseerd op de Nederlandse vampierjager Abraham van Helsing uit het boek Dracula van Bram Stoker. In 2005 verscheen Vampire knight en in 2006 De vampier en The Thirst. In 2008 kwam True Blood op tv. Ook Merho maakt regelmatig gebruik van vampiers, in zijn stripreeks De Kiekeboes.
In The Twilight-Saga spelen verschillende vampiers mee. In de boeken van Stephenie Meyer hebben de vampiers andere eigenschappen dan de mythische vampier. Alle boeken zijn ondertussen ook verfilmd.
De boekenserie The Vampire Diaries, geschreven door L.J. Smith, verscheen ook als televisieserie (zie The Vampire Diaries).
Scott Snyder probeert de vampier te heroveren op de romantische film met hulp van Stephen King. Snyder brengt American Vampire uit, een strip over verschillende vampiersbloedlijnen die elkaar bestrijden. American Vampire ontving in 2011 een Eisner Award voor Beste nieuwe serie.
De boekenserie Huis Van de nacht waar halfwassen (halve vampiers) opgeleid worden tot vampiers geeft ook een andere mening (Van PC en Kristin Cast).
In de boekenserie Sookie Stackhouse (The Southern Vampire Mysteries) van Charlaine Harris en in de verfilming ervan als True Blood (HBO-serie) komen ook nogal wat vampiers voor.